# Trithemis dubia
Trithemis dubia – gatunek ważki z rodziny ważkowatych (Libellulidae). Występuje w Afryce Subsaharyjskiej.